# Пенькі-Товажиство
Пенькі-Товажиство (пол. Pieńki-Towarzystwo) — село в Польщі, у гміні Радзейовиці Жирардовського повіту Мазовецького воєводства.
Населення — 37 осіб (2011).
У 1975-1998 роках село належало до Скерневицького воєводства.

## Демографія
Демографічна структура станом на 31 березня 2011 року:
|          | Загалом | Допрацездатний вік | Працездатний вік | Постпрацездатний вік |
| -------- | ------- | ------------------ | ---------------- | -------------------- |
| Чоловіки | 19      | 2                  | 16               | 1                    |
| Жінки    | 18      | 0                  | 12               | 6                    |
| Разом    | 37      | 2                  | 28               | 7                    |